# Sandey
Sandey är en ö i republiken Island.   Den ligger i regionen Västlandet, i den västra delen av landet, 60 km nordväst om huvudstaden Reykjavík.